# Stanisław Opielowski
Stanisław Opielowski (ur. 15 stycznia 1895 w Krzyszkowicach, k. Wieliczki, zm. 25 czerwca 1962) – działacz ruchu oporu w czasie okupacji, zasłużony pedagog, więzień KL Dachau i Mauhausen-Gusen.

## Życiorys
Urodził się 15 stycznia 1895 w Krzyszkowicach w powiecie wielickim. Jego ojciec pracował jako górnik w kopalni soli.
Ukończył Seminarium Nauczycielskie w Krakowie, a potem Instytut Nauczycielski w Warszawie. Pracę nauczyciela podjął we Włocławku, a po ukończeniu instytutu został kierownikiem szkoły w Lublinie. Później przeniósł się do administracji szkolnej jako inspektor szkolny w Siedlcach, następnie zatrudnił się w Białej Krakowskiej, gdzie pracował do 1 września 1939 roku.
W 1936 roku był prezesem Zarządu Związku Strzeleckiego Powiatu Biała.
Z dniem wybuchu II wojny światowej został pozbawiony stanowiska. Zatrudniony został jako nauczyciel w Zadzielu, koło Żywca, w szkole polskiej na terenach włączonych do III Rzeszy. Zachęcał lokalnych nauczycieli do nauki przedmiotów usuniętych z programów, a także do szczególnej nauki języka polskiego.
24 kwietnia 1940 roku został aresztowany w czasie masowej akcji w powiecie żywieckim z grupą 56 osób. Do 5 czerwca 1940 przetrzymywany był w Dachau, a następnie Mauhausen-Gusen aż do grudnia 1940 roku, kiedy to został zwolniony dzięki staraniom żony. W obozie nabawił się reumatyzmu. Po powrocie z obozu zmuszony był podjąć leczenie. Po operacji flegmony na nodze pozostała mu niezaleczona rana.
Po roku został wysiedlony do Generalnego Gubernatorstwa. Pracował i działał w konspiracji, dostarczając partyzantom odzież i leki do lasów w Niepołomicach. Redagował prasę podziemną, którą transportował do Krakowa w blaszankach na mleko. Brał także udział w tajnym nauczaniu na terenie Krakowa.
Po wojnie wrócił do Bielska-Białej. Na początku pracował jako inspektor szkolny, jednak w roku 1947 zatrudnił się w Liceum Pedagogicznym w Bielsku-Białej jako nauczyciel języka polskiego. Tam pracował do końca życia.
Przez kilka lat był prezesem Związku Bojowników o Wolność i Demokrację. Organizował zjazd Gusenowców w Bielsku-Białej.
Zmarł 25 czerwca 1962 roku.

## Odznaczenia
- Złoty Krzyż Zasługi[2]
- Złota Odznaka Zasłużonego Nauczyciela[2]

## Publikacje
Publikował artykuły pedagogiczne i metodyczne w „Polonistyce” i w biuletynie Związku Nauczycielstwa Polskiego „Język Polski”.
W 1960 roku otrzymał wyróżnienie i nagrodę w konkursie, na który napisał pracę ze wspomnienia z obozu pt. Pamiętnik więźnia nauczyciela.
W 1961 roku zredagował jednodniówkę „Gusen”.